# Pavia (Talavera)
Pavia és un poble de 20 habitants pertanyent al municipi de Talavera (Segarra). Està situat a la part septentrional del terme municipal, a l'antic camí de Cervera a Santa Coloma de Queralt.
El poble el conformen un grup de cases, algunes masies i l'església de la Santa Creu, d'estil romànic, que fou sufragània de Santa Maria de Civit. De l'antic castell de Pavia gairebé no en queda cap resta.
Serè de Montpalau, a l'any 1243, en el seu testament deixava el castell de Pavia en hipoteca per pagar el dot de la seva filla Gueraula. Més tard Pavia va pertànyer al marquesat de Rubí.
A mitjans del segle xix es va integrar a l'antic municipi de Civit.